# پشت دیوار سکوت
پشت دیوار سکوت فیلمی به کارگردانی مسعود جعفری جوزانی، نویسندگی مسعود جعفری جوزانی و سحر جعفری جوزانی و تهیه‌کنندگی فتح‌الله جعفری جوزانی و محمد خزاعی محصول سال ۱۳۹۵ است.

## خلاصه داستان
این فیلم داستان دختر جوانی به نام ستاره است که با کمک دوستش علی ، با همه وجود تلاش می‌کند تغییری در زندگی خود و دیگران ایجاد کند.

## بازیگران
| بازیگر           | نقش                  |
| ---------------- | -------------------- |
| سحر جعفری جوزانی | ستاره                |
| آرمان درویش      | علی                  |
| مهدی احمدی       | آرش                  |
| امین تارخ        | پدر ستاره            |
| رویا تیموریان    | مادر ستاره           |
| سیامک صفری       | ابراهیم خروس         |
| فریبا متخصص      | خانم فاطمی           |
| حسین پاکدل       | رئیس کانون           |
| پرویز پورحسینی   | استاد بازرگان        |
| محمدرضا شریفی‌نیا | جانشین استاد بازرگان |
| بهزاد فراهانی    | مدیر مدرسه           |
| شقایق فراهانی    | خانم نمازی           |
| سیما تیرانداز    | مهتاب                |
| لیلی فرهادپور    | مادر آرش             |